# Rudolf Bauer (Künstler)
Rudolf Bauer (* 11. Februar 1889 in Lindenwald, Kreis Wirsitz, Provinz Posen; † 28. November 1953 in Deal, Monmouth County) war ein deutscher Maler der Abstrakten Kunst, der die letzten Jahrzehnte seines Lebens in den USA verbrachte.

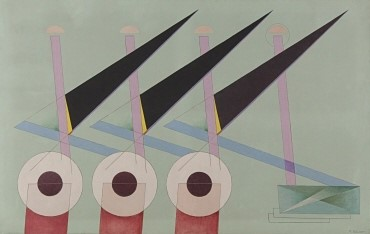
Drei Punkte (1936)

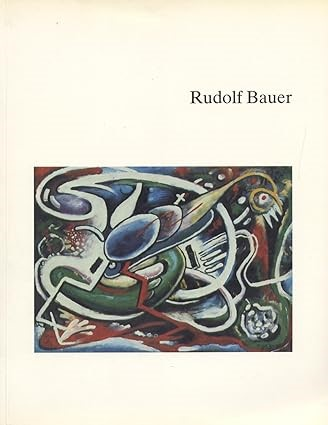
Ausstellungskatalog (1985)

## Leben
Bauers Familie zog in seiner Jugend nach Berlin. Er entwickelte seine künstlerischen Fähigkeiten bereits als Jugendlicher. Später besuchte er gegen den Widerstand seines Vaters die Königliche Akademie der Künste in Berlin. Er verdiente seinen Lebensunterhalt mit Illustrationen und Karikaturen für verschiedene Zeitschriften und Zeitungen. Im Jahre 1912 wandelte sich sein Stil zum Abstrakten hin.
Im selben Jahr 1912 lernte Bauer Herwarth Walden kennen, der kurz vorher die Zeitschrift Der Sturm gegründet hatte. An der Zeitschrift und der Galerie Der Sturm beteiligte sich Bauer aktiv bis 1921. In der Sturm-Galerie stellte Bauer 1915 seine ersten Werke aus, 1917 fand dort mit 120 lyrisch-abstrakten Werken seine erste Einzelausstellung statt. Zwei weitere Ausstellungen folgten 1919 und 1920. Zur Gruppe der Sturm-Künstler gehörten Wassily Kandinsky, Marc Chagall, Paul Klee, Otto Nebel und bis zu seinem frühen Kriegstod Franz Marc.
1917 lernte Bauer die Freiin Hilla von Rebay (von Ehrenwiesen) kennen. 1918 war er Gründungsmitglied der Novembergruppe in Berlin und 1920 der Künstlergruppe Der Krater. Rebay und Bauer lernten sich näher kennen und hatten 1919 ein gemeinsames Studio. Die Familie Rebay war gegen diese Verbindung. Rebay machte in der Folge eine Tour durch Italien. Zwischen den beiden gab es zwar noch einen Briefwechsel, man entfremdete sich jedoch.

## Erste Kontakte in die USA
1920 besuchte Katherine Sophie Dreier, die vorher zusammen mit Marcel Duchamp und Man Ray die Société Anonyme Inc. gegründet hatte, Berlin und kaufte mehrere Arbeiten Bauers, darunter das Gemälde Andante V, das heute (2013) in der Yale University Art Gallery in New Haven (Connecticut)  hängt.
Bauer blieb in Berlin und richtete in Berlin-Charlottenburg sein eigenes Museum für Abstrakte Kunst ein, das von ihm Das Geistreich genannt wurde. 1927 reiste Rebay in die USA und porträtierte dort den Kupferindustriellen Solomon R. Guggenheim. In dieser Zeit konnte sie Guggenheim einige Werke der Gegenstandslosen Kunst von Kandinsky und Bauer zeigen. Sein Entschluss, diese Kunst zu sammeln, entstand in dieser Zeit. Guggenheim und seine Frau reisten 1930 zusammen mit Rebay nach Deutschland, um Kandinsky und Bauer zu treffen. Bauers Stil hatte sich in dieser Zeit zur geometrischen Abstraktion gewandelt, die sein Werk in Zukunft bestimmen sollte. Guggenheim kaufte einige Werke Bauers. Den Erlös verwandte Bauer für weitere Ausstellungen in seinem Museum.

## Salomon R. Guggenheim Collection
Die Sammlung des Magnaten Guggenheim wurde im März 1936 zuerst im Gibbes Museum of Art in Charleston (South Carolina) gezeigt und ging dann weiter zum Beispiel zum Arts Club of Chicago. Bauer war zur Ausstellungseröffnung in die USA gereist.
1937 wurden in der Nazi-Aktion „Entartete Kunst“ aus dem Schlesischen Museum der Bildenden Künste in Breslau, der Städtische Kunstsammlung Chemnitz, dem Museum für Kunst und Heimatgeschichte Erfurt, dem Wallraf-Richartz-Museum Köln, dem Schlossmuseum Weimar und dem Nassauischen Landesmuseum Wiesbaden sein Farblinolschnitt „Abstrakte Komposition“ (19,7 × 13 cm, um 1918) und als Bestandteil der 3. Mappe „Neue europäische Graphik. Deutsche Künstler“ (Bauhaus Drucke, Weimar, 1921) seine Lithografie „Bantama“ (39,8 × 31, 5 cm) beschlagnahmt. Der Linolschnitt wurde danach zerstört.
Als Bauer 1938 nach Deutschland zurückkam, wurde er von der Gestapo verhaftet und der Devisenvergehen wegen des Verkaufs einiger Bilder an den „Juden“ (Guggenheim) im Ausland und des Ankaufs von Kunstwerken aus diesem Erlös angeklagt. Erst nach einigen Monaten kam er wieder frei und bereitete seine Ausreise in die USA vor, die im Juli 1939 gelang.

## Weiteres Leben in den Vereinigten Staaten
Kurz vor Bauers Ankunft in New York war dort unter der Adresse 24 East 54th Street in Manhattan das Museum of Non-Objective Painting eröffnet worden. Die Eröffnungsausstellung mit dem Titel The Art of Tomorrow zeigte auch Bauers Gemälde Orange Accent. Die ersten Monate lebte Bauer mit Rebay zusammen in Manhattan, die Geschäftsführerin der Solomon R. Guggenheim Foundation geworden war,  bevor er in eines der Guggenheim gehörenden Häuser in Deal an der Atlantikküste in New Jersey zog.
In Deal unterzeichnete Bauer mit Guggenheim einen Vertrag, in welchem er 110 Gemälde an diesen verkaufte. Angeblich reichten Bauers Sprachkenntnisse nicht aus, um den Vertrag richtig zu lesen: Denn die im Vertrag genannten $ 500.000 wurden nicht in einer Summe, sondern vertragsgemäß als Leibrente ausgezahlt, wobei sämtliche zukünftigen Werke Bauers Eigentum der Foundation werden sollten. Bauer war so schockiert über diese Bindung seines Lebens und seiner Werke an die Foundation, dass er von da an nicht mehr malte. Auch seine Beziehung zu Rebay litt unter diesen Verhältnissen. 1944 heiratete Bauer seine Haushälterin Louise Huber. Er starb 1953 an Lungenkrebs.

## Nachwirkungen
Guggenheim starb 1949, Rebay verlor ihren Einfluss und musste als Geschäftsführerin der Guggenheim Foundation zurücktreten. Der Verwaltungsrat der Stiftung beschritt neue Wege unter anderem weg von der Non-Objective Art, sodass Bauers Werk fürs Erste in den Magazinen untergebracht wurde. Erst 1967 wurden einige seiner Werke im Guggenheim Museum in der Ausstellung Seven Decades, A Selection gezeigt. 2005 wurde die Ausstellung Art of Tomorrow: Hilla Rebay and Solomon R. Guggenheim sowohl in New York als auch in München in der Villa Stuck und Berlin bei der Deutschen Guggenheim gezeigt. 2007 zeigte die Weinstein Gallery, San Francisco, die auch den Nachlass vertritt, einen Ausschnitt aus seinem Werk. Das Boca Raton Museum of Art in Florida erhielt als Geschenk 60 Zeichnungen und Gemälde Bauers. 2014 wurden in New York bei Sotheby’s einige seiner Arbeiten versteigert und in einem der kleineren Off-Broadway-Bühnen ein Theaterstück über sein Leben inszeniert.

## Werke (Auswahl)
- Drei Punkte (Öl, 106 × 165 cm, 1936; Berlinische Galerie)[4]

## Ausstellungen
- 1970: Rudolf Bauer 1889–1953. Gemälde, Grafik. Wiesbaden, Städtisches Museum, Gemäldegalerie.
- 1971: Rudolf Bauer (1889–1953). Gemälde aus der „Sturm“-Zeit. Galerie Gmurzynska-Bergera, Köln.
- 1985: Rudolf Bauer, 1889–1953. Museum für Moderne Kunst. Museum des 20. Jahrhunderts, Wien und Staatliche Kunsthalle Berlin (mit Katalog: das Museum, Wien).
- 2014: Rudolf Bauer. Works on Paper. Weinstein Gallery, San Francisco.

## Ausstellungskataloge
- Rudolf Bauer, 1889–1953. Text von Clemens Weiler, Städtisches Museum Wiesbaden, Gemäldegalerie, 1970.
- Gemälde aus der „Sturm“-Zeit. Galerie Gmurzynska-Bargera, Köln 1971.
- Rudolf Bauer. Galerie Gmurzynska, Köln 1973.
- Freerk Valentien: Rudolf Bauer. Galerie Valentien, Stuttgart 1973.
- Rudolf Bauer, 1889–1953. Hrsg. von Susanne Neuburger. Museum moderner Kunst/Museum des 20. Jahrhunderts, Wien, und Staatliche Kunsthalle Berlin 1985.
- Rudolf Bauer. Weinstein Gallery, San Francisco, Kalifornien, USA 2007, ISBN 978-0-9790207-0-4.
- Rudolf Bauer. Works on Paper. Text von Peter Selz. Weinstein Gallery, San Francisco, Kalifornien, USA 2010, ISBN 978-0-9790207-1-1.